# 馬克·倫道夫
馬克·柏奈斯·倫道夫（英文：Marc Bernays Randolph，1958年4月29日-）是美國的科技創業家、顧問、演說家和環境保護提倡者。 。他是Netflix的聯合創辦人兼執行長。
在以創業家的角色一連串協助創建美國版《Macworld》雜誌，以及計算機郵購業者MacWarehouse和MicroWarehouse之後，倫道夫現在是Looker Data Sciences和Chubbies Shorts的董事會成員。他在此之前曾擔任Getable、Rafter、ReadyForce的董事會成員。
倫道夫同時兼顧創辦公司和登山嚮導的經驗，是懷俄明州蘭德國家戶外領導學校（NOLS）董事會主席，也是環境倡導組織「1％為地球」的董事會成員。

## 早期的生活和教育
倫道夫出生於紐約的查帕闊，是奧地利出生的核工程師Stephen Bernays Randolph和紐約布魯克林的Muriel Lipchik的長子。倫道夫的曾姑祖公西格蒙德·弗洛伊德是精神分析先驅，叔公愛德華·伯內斯是奧地利裔美國人在公共關係和宣傳領域的先驅。倫道夫在高中和大學暑假期間，為國家戶外領導學校工作，成為最年輕的教練之一。他畢業於紐約漢密爾頓學院，獲得地質學位。

## 職業生涯

### 早期的職業與生涯
倫道夫1981年大學畢業後的第一份工作是在紐約的Cherry Lane音樂公司工作。負責該公司的小型郵購業務。倫道夫自學了直接郵件和營銷技巧，同時修補了Cherry Lane的樂譜目錄並直接銷售給消費者。倫道夫對使用計算機軟件跟踪客戶購買行為的迷戀，導致後來他決定在Netflix上創建一個用戶界面，其規模是市場研究平台的兩倍。他進一步發展了關於使用直接郵件來影響和留住客戶進行流通工作的理論，同時在1984年幫助創建了美國版的MacUser雜誌。大約一年後，倫道夫與Peter Godfrey及其合作夥伴共同創辦了計算機郵購公司MacWarehouse和MicroWarehouse，他在隔夜交付與提高客戶保留率之間建立了聯繫。這一發現後來被證明對Netflix的增長和生存至關重要：該公司的用戶群開始蓬勃發展，並在Netflix提供隔夜DVD傳輸的城市削減了百視達公司的營收。
從1988年開始，倫道夫度過了互聯網時代的曙光，在軟件巨頭Borland國際分公司建立了直接面向消費者的營銷活動。他於1995年離開Borland，在矽谷新創公司短期工作，包括桌上型掃描器製造商Visioneer的行銷主管，然後成為自動化軟件測試產品開發商Integrity QA的創始團隊成員。1996年底，軟件偵錯公司Pure Atria收購了這家9人的軟件新創公司。Pure Atria的創始人兼執行長里德·哈斯廷斯聘請倫道夫擔任快速擴張的Pure Atria公司行銷副總裁。1996年底，Pure Atria宣布Rational Software將以8.5億美元的股票互換收購它，這是當時矽谷歷史上最大宗的合併案。在Rational合併案最終確定前，哈斯廷斯和倫道夫在他們位於加利福尼亞州聖塔克魯茲的住家至矽谷間一起通勤大約四個月，就在這些行程中，創建Netflix的想法誕生了。

### Netflix

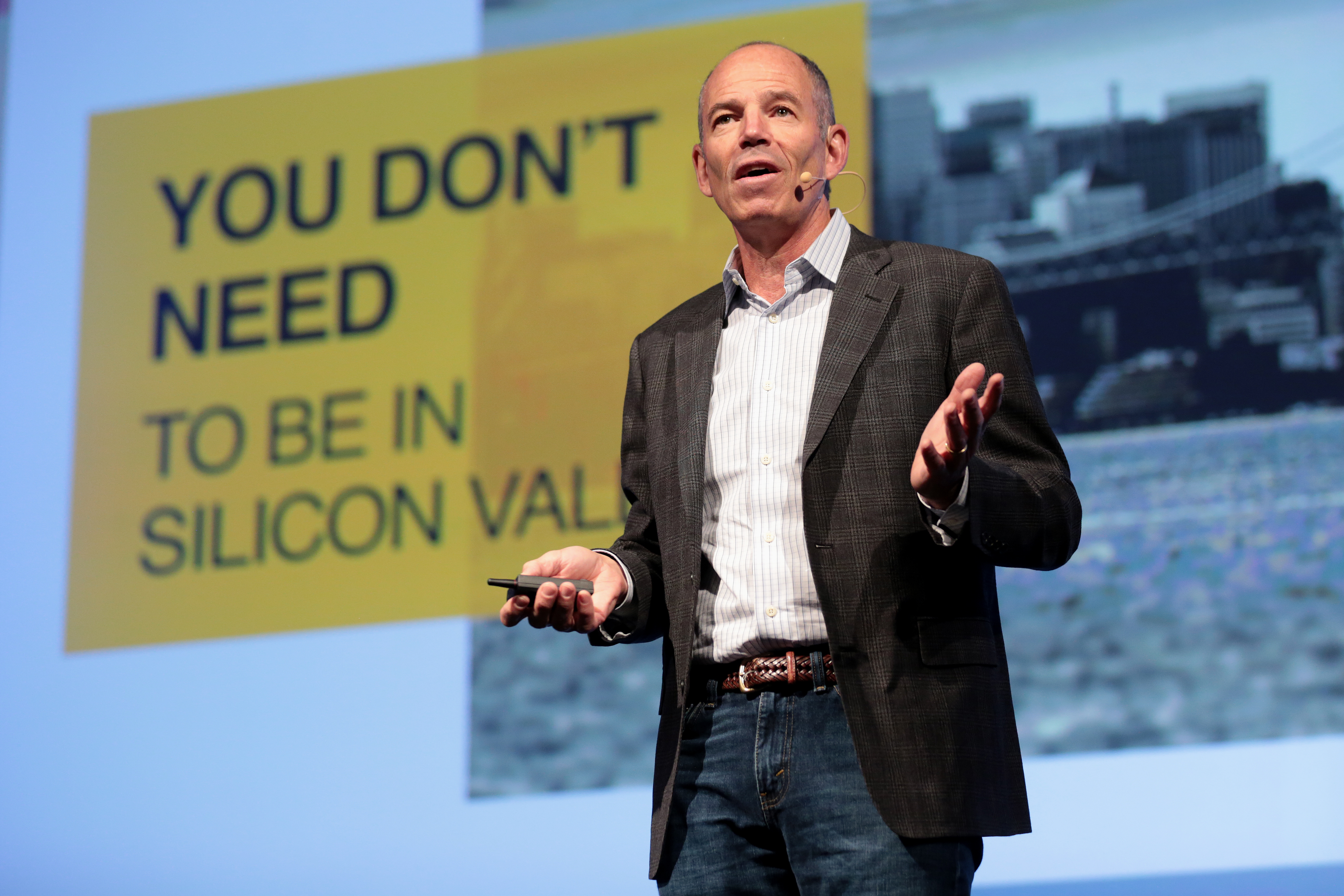
倫道夫於2017年4月在亞利桑那州鳳凰城演講。

倫道夫希望複製線上書商亞馬遜公司率先推出的電子商務模式。他聽說數位光碟（DVD）正在美國幾個市場進行測試，他想探索線上銷售緊湊型新數位格式的概念。他和哈斯廷斯找不到DVD，所以他們用CD測試了這個想法。“里德和我在聖塔克魯茲市中心，我們說，『我想知道我們是否可以郵寄這些東西』，”倫道夫說。“我們進去買了一張音樂CD然後進了一家文具店……然後買了一張賀卡，將CD卡在信封裡，郵寄到里德家。第二天，他說，『它來了。沒問題。』如果有一個滿意的時刻，那就是它。”哈斯廷斯、倫道夫的母親和Integrity QA創始人Steve Kahn是Netflix的初始投資者。倫道夫為公司命名，設計其初始用戶界面和商標，並在第一年擔任執行長，而哈斯廷斯則就讀於斯坦福大學研究生院。Netflix於1998年4月14日在加利福尼亞州斯科茨谷的辦公園區創立。倫道夫設計了用戶界面，作為電影的在線目錄和市場研究平台，以便他可以不斷測試不同的版本，以完善用戶體驗。這些市場測試產生的數據使團隊在1999年結合了三個概念來創建Netflix成功的商業模式：基於訂閱的服務、沒有到期日或延遲費用以及無限制訪問內容，“隊列”允許訂閱者指定DVD應該郵寄給他們的順序，以及一個序列化的傳送系統，一旦返回上一次租賃，就會自動郵寄出DVD。
用戶界面收集的用戶數據提供了一個稱為Cinematch的推薦引擎，該推薦引擎通過引導訂戶觀看有庫存且通常遠離新版本的電影和電視節目來幫助管理公司有限的DVD庫存。
倫道夫於1999年將執行長職位轉交給哈斯廷斯，並轉向產品開發。他和創始團隊成員Mitch Lowe測試了一個名為Netflix Express的電影租賃亭的概念，Lowe後來在Hastings拒絕將其作為業務線後，進入電影亭巨頭Redbox公司。Randolph在兩年前幫助指導公司完成首次公開募股後，於2002年離開了Netflix。他認為哈斯廷斯成功地將公司擴展到全球9300萬用戶，並表示他更喜歡初創階段。“一開始，會有非常多瑣碎的事。如果有一百件事情出現，而你需要專業技能來挑選你必須解決的三件，我真的很擅長。然而，我不擅長其他九十七件，”倫道夫說。

### Netflix之後
自從他離開Netflix以後，倫道夫一直擔任MiddCORE的顧問，以及Looker Data Sciences的董事會成員。他還是高點大學及其Belk Entrepreneurship Center的駐地企業家。除了他的顧問生涯之外，他還是一位專題演說家，專注於創業、領導力和創新。他走遍世界，講述了他對Netflix的經歷以及他從其他新創公司投資中學到的經驗與教訓。

## 家庭
倫道夫於1987年與Lorraine Kiernan結婚，育有三個孩子。